# Sportjahr 1956
Liste der Sportjahre

◄◄ | ◄ | 1952 | 1953 | 1954 | 1955 | Sportjahr 1956 | 1957 | 1958 | 1959 | 1960 | ► | ►►

Weitere Ereignisse   · Olympische Spiele · Olympische Winterspiele

## Badminton
Höhepunkte des Badmintonjahres 1956 waren die All England, die Irish Open, die Scottish Open, die Denmark Open, die German Open, die Dutch Open und die French Open. In Portugal und Taiwan wurden erstmals nationale Titelkämpfe ausgetragen.

### Internationale Veranstaltungen
| Veranstaltung | Herreneinzel    | Dameneinzel           | Herrendoppel                           | Damendoppel                          | Mixed                             |
| ------------- | --------------- | --------------------- | -------------------------------------- | ------------------------------------ | --------------------------------- |
| All England   | Eddy Choong     | Margaret Varner       | Finn Kobberø Jørgen Hammergaard Hansen | Sue Devlin Judy Devlin               | Tony Jordan June Timperley        |
| Denmark Open  | Finn Kobberø    | Aase Schiøtt Jacobsen | Jørgen Hammergaard Hansen Finn Kobberø | Anni Jørgensen Kirsten Thorndahl     | Jørn Skaarup Anni Jørgensen       |
| French Open   | Gordon Rowlands | Maggie McIntosh       | A. C. Bahrée C. L. Yap                 | Marjory B. Forrester Maggie McIntosh | A. J. Malone Marjory B. Forrester |
| Malaysia Open | Ong Poh Lim     | Yang Weng Ching       | Ong Poh Lim Ismail Marjan              | Yang Weng Ching Oei Lin Nio          | Abdullah Piruz Chia Pik Sim       |

## Fußball
- 24. Juni: Im Endspiel um die deutsche Fußballmeisterschaft besiegte Borussia Dortmund im Berliner Olympiastadion vor 75.000 Zuschauern den Karlsruher SC nach Toren von Niepieklo, Kelbassa, Preißler und Peters mit 4:2 und wurde zum ersten Mal Deutscher Meister.

## Leichtathletik
- 16. März – Betty Cuthbert, Australien, lief die 200 m der Damen in 23,2 s.
- 24. März – Michail Kriwonosow, Sowjetunion, erreichte im Hammerwurf der Herren 65,85 m.
- 3. Mai – Hal Connolly, USA, erreichte im Hammerwurf der Herren 66,71 m.
- 5. Mai – Parry O’Brien, USA, stieß im Kugelstoßen der Herren 18,62 m.
- 5. Juni – Thelma Hopkins, Großbritannien, erreichte im Hochsprung der Damen 1,74 m.
- 11. Juni – Wladimir Kuz, Sowjetunion, lief die 10.000 m der Herren in 28:30,4 min.
- 15. Juni – Parry O’Brien, USA, erreichte im Kugelstoßen der Herren 18,69 m.
- 19. Juni – Gordon Pirie, Großbritannien, lief die 5000 m der Herren in 13:36,8 min.
- 22. Juni – Jack Davis, USA, lief die 110 m Hürden der Herren in 13,4 s.
- 29. Juni – Glenn Davis, USA, lief die 400 m Hürden der Herren in 49,5 s.
- 29. Juni – Charles Dumas, USA, sprang im Hochsprung der Herren 2,15 m.
- 14. Juli – Iolanda Balaș, Rumänien, sprang im Hochsprung der Damen 1,75 m.
- 30. Juli – Janusz Sidlo, Polen, erreichte im Speerwurf der Herren 83,66 m.
- 3. August – Willie Williams, USA, lief die 100 m der Herren in 10,1 s.
- 3. August – István Rózsavölgyi, Ungarn, lief die 1500 m der Herren in 3:40,6 min.
- 8. August – Michail Kriwonosow, Sowjetunion, erreichte im Hammerwurf der Herren 66,38 m.
- 14. August – Semjon Rschischtschin, Sowjetunion, lief die 3000 m Hindernis der Herren in 8:39,8 min.
- 15. August – Sándor Iharos, Ungarn, lief die 10.000 m der Herren in 28:42,8 min.
- 20. August – Elżbieta Krzesińska, Polen, erreichte im Weitsprung der Damen 6,35 m.
- 24. August – Soini Nikkinen, Finnland, erreichte im Speerwurf der Herren 83,56 m.
- 25. August – Josef Doležal, Tschechoslowakei, ging im 20.000-m-Gehen der Herren in 1:30:00 h.
- 3. September – Parry O’Brien, USA, stieß im Kugelstoßen der Herren 19,06 m.
- 11. September – Wladimir Kuz, Sowjetunion, lief die 10.000 m der Herren in 28:30,4 min.
- 16. September – Sándor Rozsnyói, Ungarn, lief die 3000 m Hindernis der Herren in 8:35,6 min.
- 23. September – Elisabeth Buda, Rumänien, lief die 1000 m der Damen 2:50,2 min.
- 13. Oktober – Galina Sybina, Sowjetunion, stieß im Kugelstoßen der Damen 16,76 m.
- 22. Oktober – Michail Kriwonosow, Sowjetunion, warf im Hammerwurf der Herren 67,32 m.
- 1. November – Mildred McDaniel, USA, erreichte im Hochsprung der Damen 1,76 m.
- 1. November – Parry O’Brien, USA, erreichte im Kugelstoßen der Herren 19,25 m.
- 26. November – Egil Danielsen, Norwegen, warf im Speerwurf der Herren 85,71 m.
- 27. November – Elżbieta Krzesińska, Polen, sprang im Weitsprung der Damen 6,35 m.

## Tischtennis
- Tischtennisweltmeisterschaft 1956 2. bis 11. April in Tokio (Japan)
- Länderspiele Deutschlands (Freundschaftsspiele)
  - Februar: Lüttich: D. – Belgien 3:2 (Damen)
  - Februar: Frankfurt/Main: D. – Wales 1:3 (Damen)
  - 2. Februar: Augsburg: D. – Tschechoslowakei 3:0 (Damen)
  - 3. Februar: Zürich: D. – Schweiz 5:2 (Herren)
  - 25. Februar: Koblenz: D. – Italien 5:1 (Herren)
  - 26. Februar: Neuwied: D. – Italien 3:0 (Damen)
  - 21. April: Lüneburg: D. – Belgien 5:0 (Herren)
  - 1. November: Wien: D. – Österreich 0:3 (Damen)
  - 1. November: Wien: D. – Österreich 5:2 (Herren)
  - 6. November: Burgkunstadt: D. – Schweden 5:0 (Herren)
  - 6. November: Speyer: D. – Schweden 3:1 (Damen)
  - 24. November: Venlo: D. – Niederlande 5:1 (Herren)

## Geboren

### Januar
- 01. Januar: Wassili Perwuchin, russischer Eishockeyspieler
- 03. Januar: Willy T. Ribbs, US-amerikanischer Rennfahrer
- 04. Januar: Paul Linz, deutscher Fußballtrainer
- 05. Januar: James Lofton, US-amerikanischer American-Football-Spieler
- 06. Januar: Clive Woodward, englischer Rugby-Union-Spieler
- 09. Januar: Lucyna Langer, polnische Leichtathletin und Olympionikin
- 10. Januar: Siegfried Müller junior, deutscher Automobilrennfahrer
- 15. Januar: Peggy Crowe, US-amerikanische Eisschnellläuferin († 2012)
- 15. Januar: Lee Hee-wan, südkoreanischer Volleyballspieler und -trainer († 2011)
- 20. Januar: John Naber, US-amerikanischer Schwimmer
- 24. Januar: Bernd Thiele, deutscher Fußballspieler († 2017)
- 25. Januar: Johnny Cecotto, venezolanischer Automobil- und Motorradrennfahrer
- 25. Januar: Piergiuseppe Perazzini, italienischer Automobilrennfahrer
- 30. Januar: Thomas Albeck, deutscher Fußballspieler und -funktionär († 2017)
- 31. Januar: Klaus Ploghaus, deutscher Leichtathlet

### Februar
- 03. Februar: Sergej Kalinitschew, russischer Schachspieler und -trainer
- 05. Februar: Vytautas Andriulaitis, litauischer Fernschachspieler
- 05. Februar: Héctor Rebaque, mexikanischer Automobilrennfahrer
- 06. Februar: Peter Gailer, deutscher Eishockeyspieler und -trainer
- 06. Februar: Natalja Linitschuk, russische Eiskunstläuferin und Olympiasiegerin
- 06. Februar: Ken Lorraway, australischer Drei- und Weitspringer († 2007)
- 07. Februar: John Nielsen, dänischer Automobilrennfahrer
- 08. Februar: Wiktor Alexejew, russisch-sowjetischer Ringer
- 11. Februar: Gianpietro Zappa, Schweizer Fußballspieler († 2005)
- 13. Februar: Liam Brady, irischer Fußballspieler und -trainer
- 13. Februar: Paul Four, französischer Moderner Fünfkämpfer
- 14. Februar: John Anderson, US-amerikanischer American-Football-Spieler
- 15. Februar: Zwetan Jontschew, bulgarischer Fußballspieler
- 15. Februar: Hitoshi Ogawa, japanischer Automobilrennfahrer († 1992)
- 16. Februar: Zbigniew Tłuczyński, polnischer Handballspieler und -trainer
- 16. Februar: Claudia Wunderlich, deutsche Handballspielerin
- 17. Februar: Malcolm Wilson, britischer Rallyefahrer und -teameigner
- 18. Februar: Rüdiger Abramczik, deutscher Fußballspieler und Trainer
- 28. Februar: Yehuda Grünfeld, israelischer Schachspieler

### März

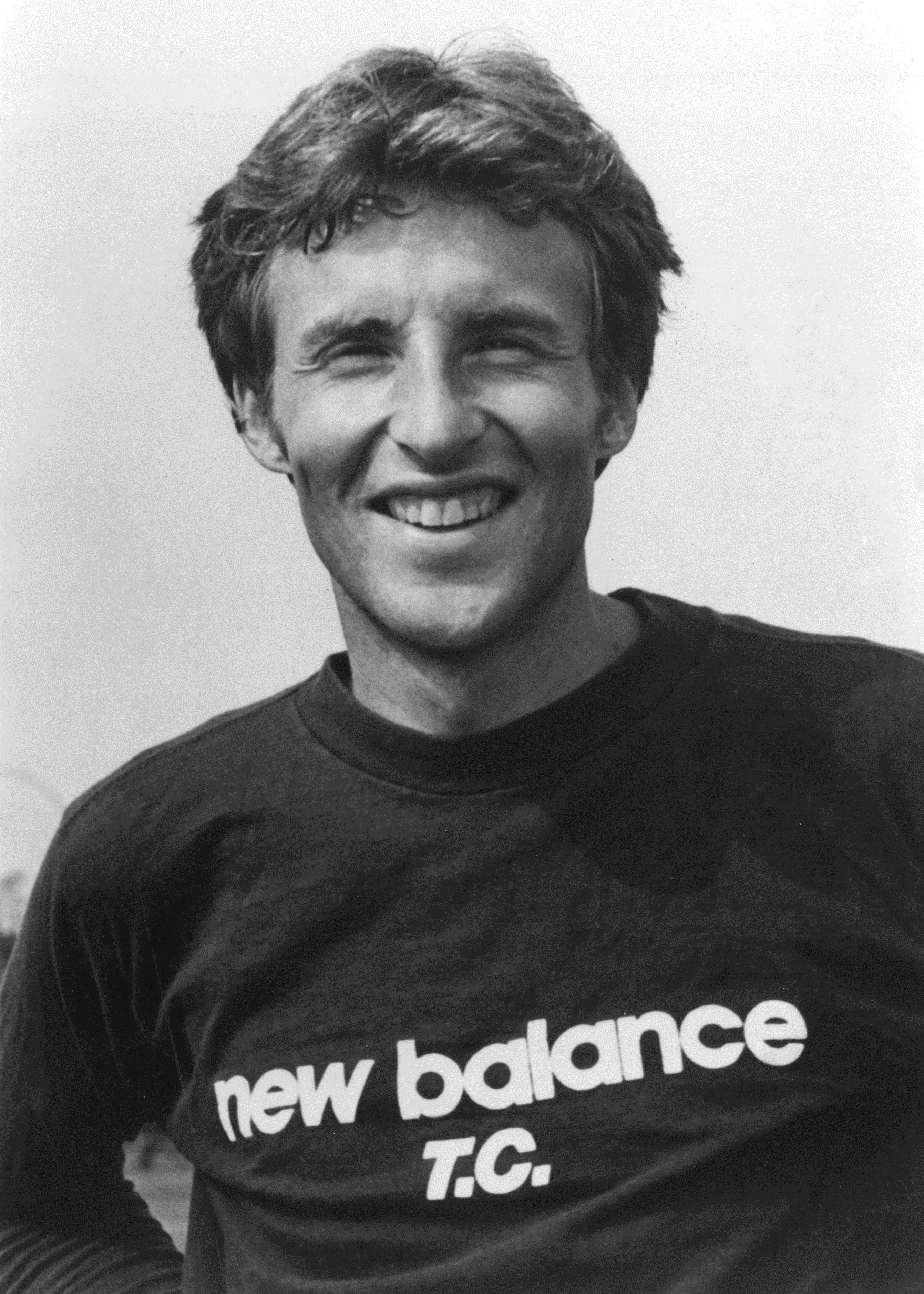
Dick Beardsley

- 01. März: Peggy McCarthy, US-amerikanische Ruderin
- 03. März: Zbigniew Boniek, polnischer Fußballspieler
- 03. März: Dmitri Dmitrijew, russisch-sowjetischer Langstreckenläufer
- 08. März: Bertrand Balas, französischer Automobilrennfahrer
- 11. März: Ozzie Newsome, US-amerikanischer American-Football-Spieler
- 14. März: Tessa Sanderson, britische Speerwerferin und Olympiasiegerin jamaikanischer Herkunft
- 15. März: Walentin Christow, bulgarischer Gewichtheber
- 15. März: Marcus Kuhl, deutscher Eishockeyspieler und -Manager
- 17. März: Jürgen Pahl, deutscher Fußballspieler
- 18. März: Ingemar Stenmark, schwedischer Ski-Sportler, Olympiasieger
- 19. März: Chris O’Neil, australische Tennisspielerin
- 20. März: Lori Monk, US-amerikanische Eisschnellläuferin
- 21. März: Ingrid Kristiansen, norwegische Leichtathletin
- 21. März: Dick Beardsley, US-amerikanischer Marathonläufer
- 24. März: Włodzimierz Ciołek, polnischer Fußballspieler
- 25. März: Alexander Kotschijew, russischer Schachspieler
- 27. März: Axel Richter, deutscher Eishockey-Torhüter
- 27. März: Thomas Wassberg, schwedischer Skilangläufer
- 28. März: Evelin Jahl, deutsche Leichtathletin
- 29. März: Kurt Thomas, US-amerikanischer Gerätturner, Weltmeister

### April
- 03. April: Rainer Höft, deutscher Handballspieler
- 09. April: Marina Sujewa, russisch-sowjetische Eistänzerin und Eistanztrainerin
- 15. April: Gert Jan Timmerman, niederländischer Schachspieler
- 15. April: Michael Cooper, US-amerikanischer Basketballspieler und -trainer
- 16. April: Lise-Marie Morerod, Schweizer Skirennläuferin
- 18. April: Juan Vicente Morales, uruguayischer Fußballspieler († 2020)
- 19. April: Ulrich Sude, deutscher Fußballtrainer
- 23. April: Klaus Wöller, deutscher Handballspieler († 2024)
- 25. April: Kemal Kılıç, türkischer Fußballspieler und -trainer
- 25. April: Mirko Votava, deutsch-tschechischer Fußballspieler und -trainer

### Mai

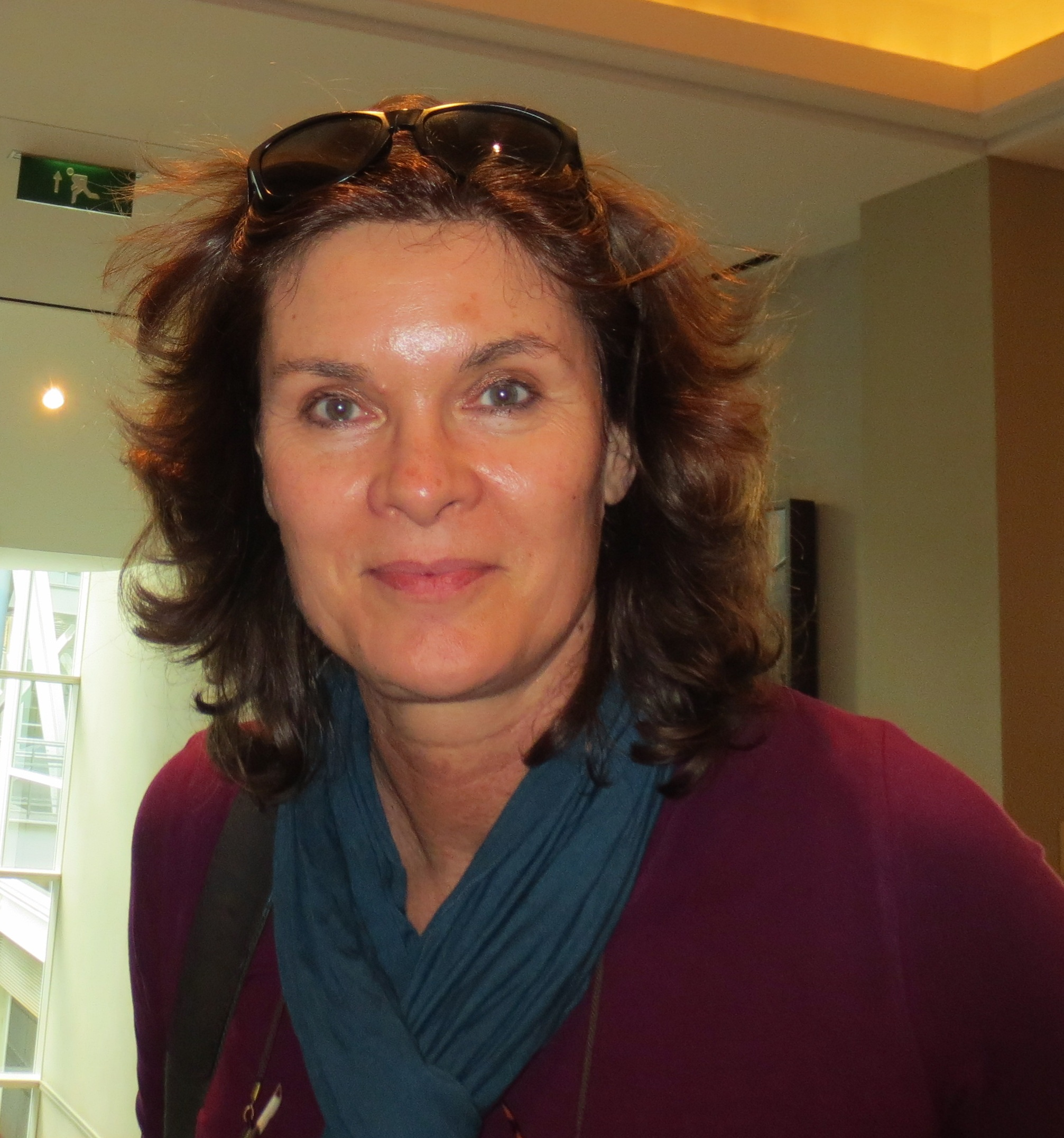
Ulrike Meyfarth

- 01. Mai: Dirk Jung, deutscher Taekwondo-Sportler und Arzt
- 01. Mai: Alexander Ivanov, US-amerikanischer Schachspieler und -trainer russischer Herkunft
- 03. Mai: Bernd Förster, deutscher Fußballspieler
- 04. Mai: Ulrike Meyfarth, deutsche Hochspringerin und zweifache Olympiasiegerin
- 06. Mai: Barbara Krug, deutsche Leichtathletin
- 06. Mai: Juan Saborit, kubanischer Leichtathlet
- 06. Mai: Roland Wieser, deutscher Leichtathlet
- 08. Mai: Sharon Burley, australische Eiskunstläuferin
- 09. Mai: Frank Andersson, schwedischer Ringer († 2018)
- 15. Mai: Adílio, brasilianischer Fußballspieler
- 16. Mai: Sergej Andrejew, sowjetischer Fußballspieler und -trainer
- 17. Mai: Mieczysław Młynarski, polnischer Basketballspieler und -trainer († 2025)
- 18. Mai: Lothar Thoms, deutscher Radsportler († 2017)
- 19. Mai: Hellmut Krug, deutscher Schiedsrichter
- 21. Mai: Tassilo Thierbach, deutscher Eiskunstläufer († 2025)
- 24. Mai: Sean Kelly, irischer Radrennfahrer
- 25. Mai: Carlos Lavado, venezolanischer Motorradrennfahrer
- 30. Mai: Allen Timpany, britischer Automobilrennfahrer
- 31. Mai: Waleri Bragin, russischer Eishockeyspieler
- 31. Mai: Rolf Hübler, deutscher Endurosportler († 2013)

### Juni
- 03. Juni: Suren Nalbandjan, sowjetischer Ringer
- 04. Juni: Martin Adams, englischer Dartspieler

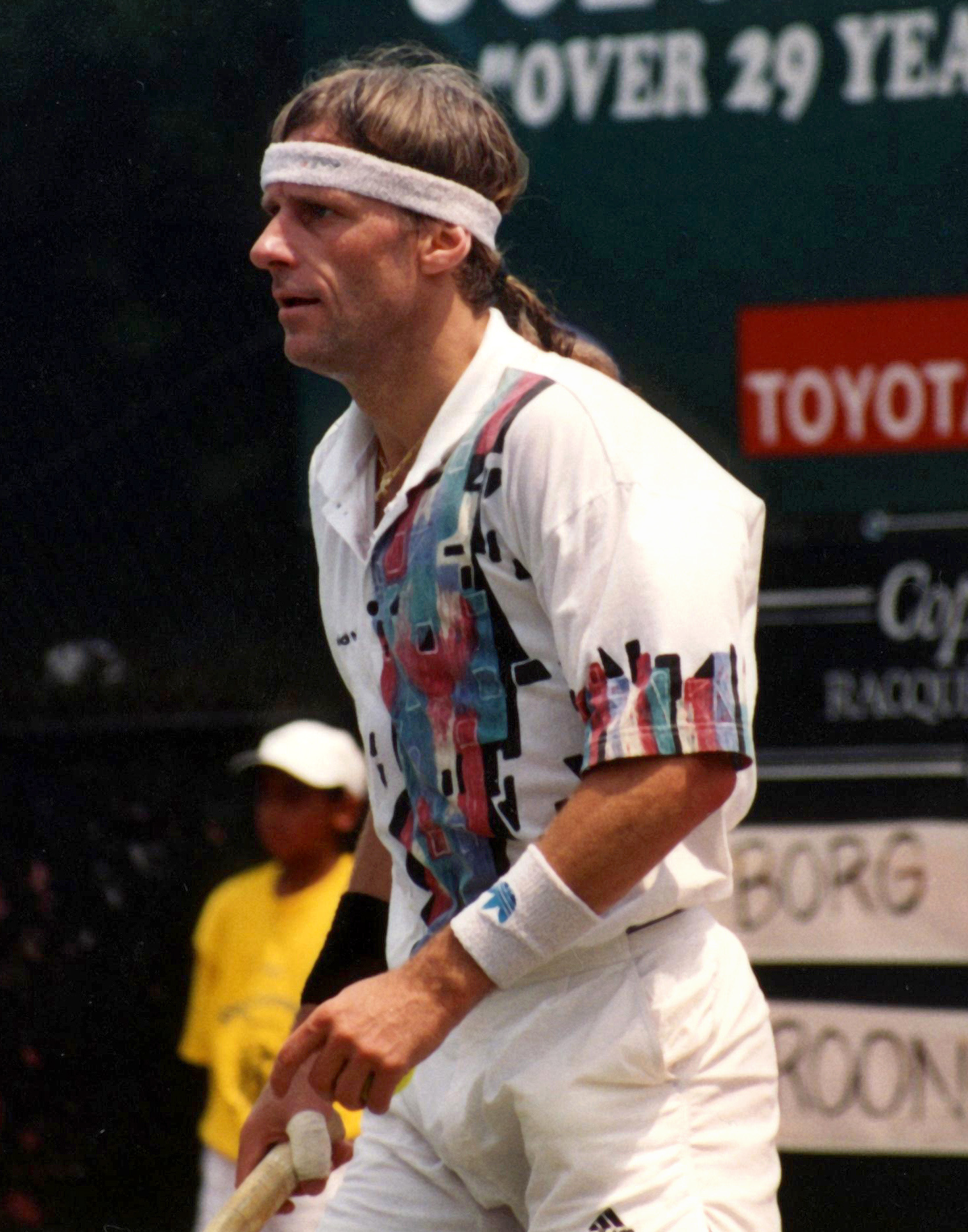
Björn Borg

- 06. Juni: Björn Borg, schwedischer Tennisspieler
- 10. Juni: Laimutė Baikauskaitė, sowjetisch-litauische Mittelstreckenläuferin
- 10. Juni: Peter van Merksteijn senior niederländischer Automobilrennfahrer
- 11. Juni: Joe Montana, US-amerikanischer Footballspieler
- 15. Juni: Véronique Trinquet, französische Florettfechterin
- 21. Juni: Michail Burzew, russisch-sowjetischer Säbelfechter († 2015)
- 25. Juni: Frank Paschek, deutscher Leichtathlet
- 25. Juni: Uwe Plonka, deutscher Basketballspieler und -funktionär
- 27. Juni: Larry Christiansen, US-amerikanischer Schachspieler
- 28. Juni: Romy Kermer, deutsche Eiskunstläuferin, Olympiamedaillengewinnerin
- 30. Juni: Volker Beck, deutscher Leichtathlet

### Juli
- 03. Juli: Christine Gilli-Brügger, Schweizer Skilangläuferin
- 05. Juli: Ulf Mehrens, deutscher Basketballspieler
- 05. Juli: Peter Oberndorfer, deutscher Automobilrennfahrer
- 08. Juli: Millard Hampton, US-amerikanischer Leichtathlet und Olympiasieger
- 15. Juli: Wayne Taylor, südafrikanischer Automobilrennfahrer
- 16. Juli: Lutz Eigendorf, deutscher Fußballspieler († 1983)
- 18. Juli: Edmund Becker, deutscher Fußballspieler und Trainer
- 20. Juli: Julio Falcioni, argentinischer Fußballtorwart und -trainer
- 20. Juli: Charlie Magri, britischer Boxer
- 23. Juli: Arno Del Curto, Schweizer Hockey-Trainer
- 25. Juli: Cristóbal Ortega, mexikanischer Fußballspieler († 2025)
- 25. Juli: Patrick de Radiguès, belgischer Segler sowie Motorrad- und Automobilrennfahrer
- 26. Juli: Teddy Atlas, US-amerikanischer Boxtrainer und Fernsehkommentator
- 26. Juli: Dorothy Hamill, US-amerikanische Eiskunstläuferin
- 29. Juli: Viv Anderson, englischer Fußballspieler
- 29. Juli: Evelyne Dirren, Schweizer Skirennläuferin
- 31. Juli: Monika Kallies, deutsche Ruderin

### August
- 05. August: Gregorio Manzano, spanischer Fußballtrainer
- 09. August: Gordon Singleton CM (1956–2024), kanadischer Bahnradsportler († 2024)
- 10. August: Sergej Suchorutschenkow, sowjetisch-russischer Radrennfahrer
- 15. August: Paulo Autuori, brasilianischer Fußballtrainer
- 15. August: Holger Kickeritz, deutscher Radrennfahrer (DDR) († 2012)
- 15. August: Sabine Reuter, deutsche Ruderin
- 17. August: John Kosmina, australischer Fußballspieler und -trainer
- 18. August: Andrew Bennie, neuseeländischer Vielseitigkeitsreiter
- 18. August: Dieter Lüders, deutscher Fußballspieler
- 18. August: Andy Pilgrim, britischer Automobilrennfahrer
- 19. August: Sergio Brio, italienischer Fußballspieler
- 22. August: Waleri Abramow, russischer Langstreckenläufer († 2016)
- 22. August: Charles Slater, US-amerikanischer Unternehmer und Automobilrennfahrer
- 24. August: Jürgen Krause, deutscher Handballspieler und -trainer
- 24. August: Frank-Michael Wahl, deutscher Handballspieler und -trainer
- 25. August: Henri Toivonen, finnischer Rallyefahrer († 1986)
- 28. August: Eva Nitschke, deutsche Ruderin
- 29. August: Eddie Murray, kanadischer American-Football-Spieler
- 30. August: Bernadette Zurbriggen, Schweizer Skirennläuferin

### September
- 01. September: Vinnie Johnson, US-amerikanischer Basketballspieler
- 02. September: Zlatan Arnautović, jugoslawischer Handballspieler
- 03. September: Masahiro Akimoto, japanischer Skispringer
- 03. September: Hans-Georg Beyer, deutscher Handballspieler
- 04. September: Werner Zirngibl, deutscher Tennisspieler
- 08. September: Maurice Cheeks, US-amerikanischer Basketballspieler
- 08. September: Gerd Rosendahl, deutscher Handballspieler
- 10. September: Henrik Agerbeck, dänischer Fußballspieler
- 14. September: Ray Wilkins, englischer Fußballspieler und -trainer († 2018)
- 15. September: Rick Sutherland, US-amerikanischer Automobilrennfahrer
- 16. September: Seppo Eichkorn, deutscher Fußballtrainer
- 16. September: Peter Stellwag, deutscher Tischtennisspieler
- 20. September: Cyril Neveu, französischer Motorradrennfahrer
- 20. September: Elisabeth Theurer, österreichische Dressurreiterin und Olympiasiegerin
- 21. September: Pamela Behr, deutsche Skirennläuferin
- 22. September: Fritz Fischer, deutscher Biathlet und Olympiasieger
- 22. September: André Van den Steen, belgischer Radrennfahrer († 1980)
- 23. September: Paolo Rossi, italienischer Fußballspieler († 2020)
- 24. September: Ilona Slupianek, deutsche Leichtathletin
- 25. September: Salvatore Bagni, italienischer Fußballspieler
- 27. September: Steve Archibald, schottischer Fußballspieler und -trainer
- 29. September: Sebastian Coe, britischer Leichtathlet und Politiker
- 30. September: Frank Arnesen, dänischer Fußballfunktionär und Fußballspieler

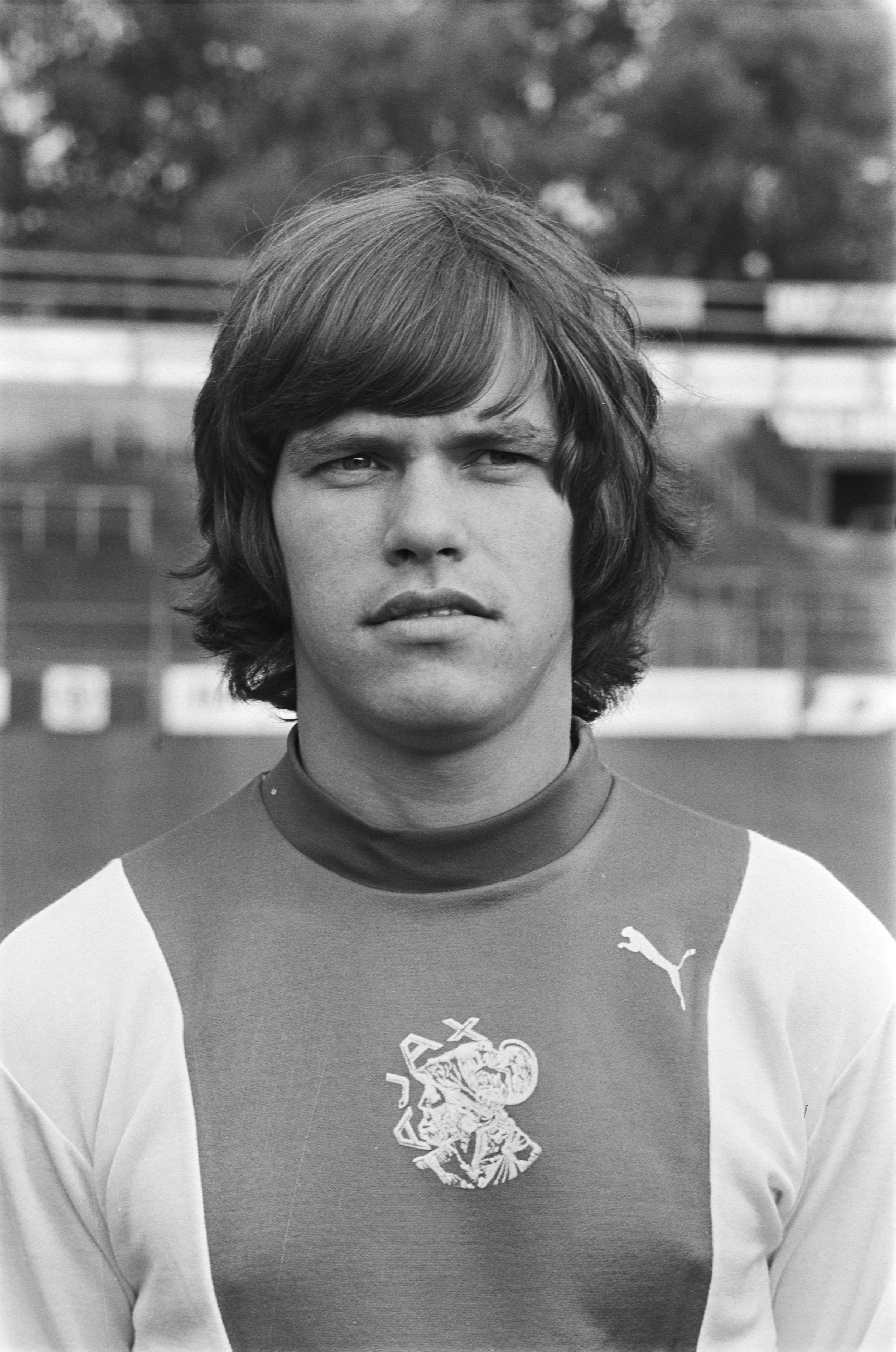
Frank Arnesen

### Oktober
- 02. Oktober: Arvid Kramer, US-amerikanischer Basketballspieler und Sportfunktionär
- 04. Oktober: Hans van Breukelen, niederländischer Fußballspieler
- 04. Oktober: Doug Padilla, US-amerikanischer Leichtathlet
- 06. Oktober: Bruno Nöckler, italienischer Skirennläufer († 1982)
- 07. Oktober: Atanas Atanassow, bulgarischer Weitspringer
- 11. Oktober: Steen Fladberg, dänischer Badmintonspieler
- 13. Oktober: Andreas Langer, deutscher Nordischer Kombinierer
- 14. Oktober: Waleri Zyganow, russischer Skiläufer
- 14. Oktober: Peter Lüscher, Schweizer Skirennläufer
- 16. Oktober: Melissa Belote, US-amerikanische Schwimmerin
- 17. Oktober: Norbert Henke, deutscher Handballtrainer und Handballspieler

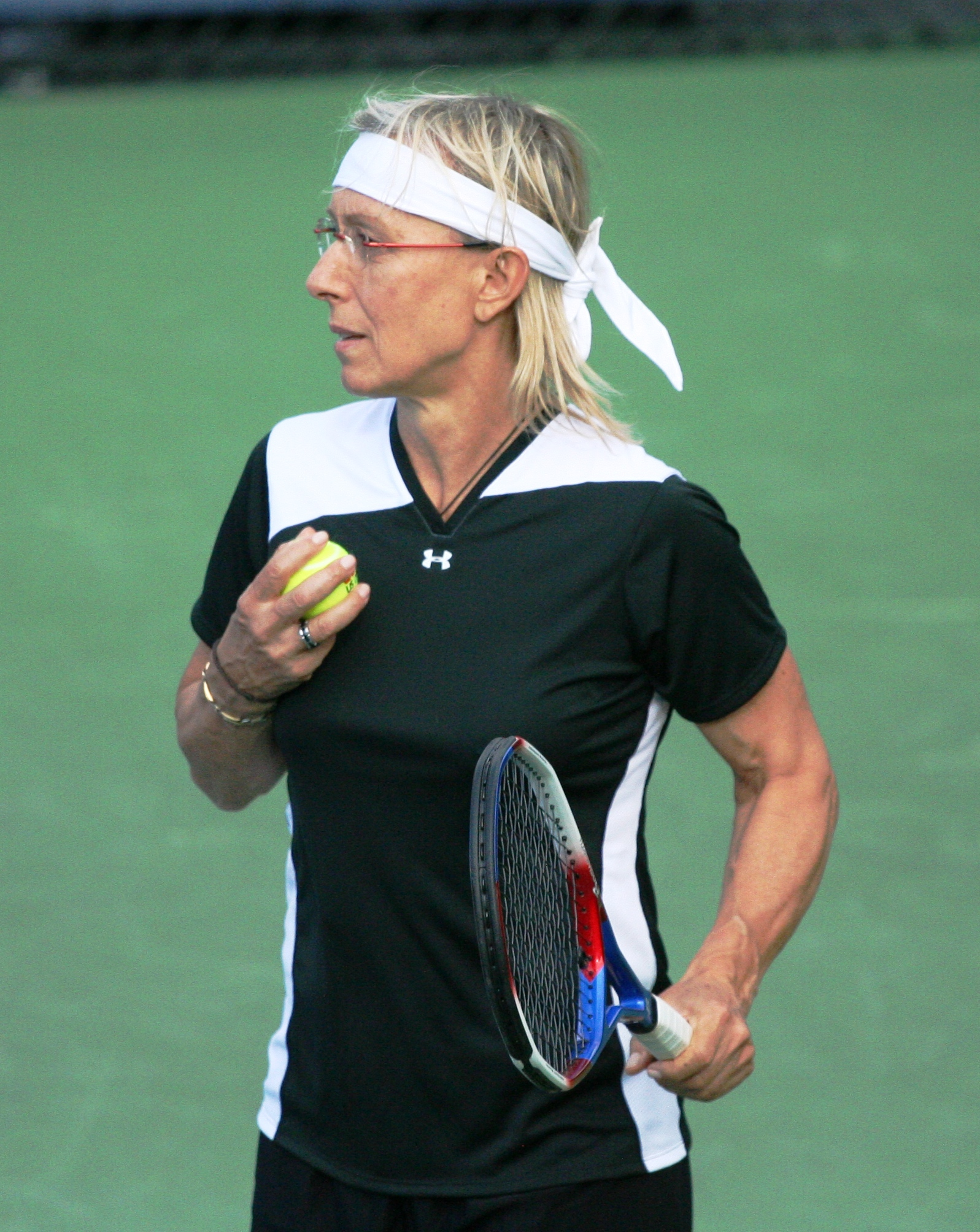
Martina Navrátilová

- 18. Oktober: Martina Navrátilová, tschechische Tennisspielerin
- 19. Oktober: Didier Theys, belgischer Automobilrennfahrer
- 21. Oktober: Luciano Marangon, italienischer Fußballspieler
- 27. Oktober: Christiane Wartenberg, deutsche Leichtathletin
- 27. Oktober: Michèle Chardonnet, französische Leichtathletin
- 28. Oktober: Franky Vercauteren, belgischer Fußballspieler und -trainer

### November
- 06. November: Lei Clijsters, belgischer Fußballspieler († 2009)
- 13. November: Erhan Arslan, türkischer Fußballtorhüter und -trainer
- 13. November: Bill Scanlon, US-amerikanischer Tennisspieler († 2021)
- 13. November: Anna Verouli, griechische Leichtathletin
- 14. November: Keith Alexander, britischer Fußballspieler († 2010)
- 14. November: Hans-Jürgen Gede, deutscher Fußballtrainer und -spieler
- 15. November: Zlatko Kranjčar, kroatischer Fußballspieler und -trainer († 2021)
- 22. November: Fernando Gomes, portugiesischer Fußballspieler († 2022)
- 23. November: Shane Gould, australische Schwimmerin
- 23. November: Nikolai Sidorow, russischer Sprinter und Olympiasieger
- 27. November: Thomas Hörster, deutscher Fußballspieler und -trainer
- 27. November: Lionello Manfredonia, italienischer Fußballspieler
- 29. November: Andreas Bornschein, deutscher Fußballspieler (DDR)
- 30. November: Anders Åslund, schwedischer Fußballspieler

### Dezember

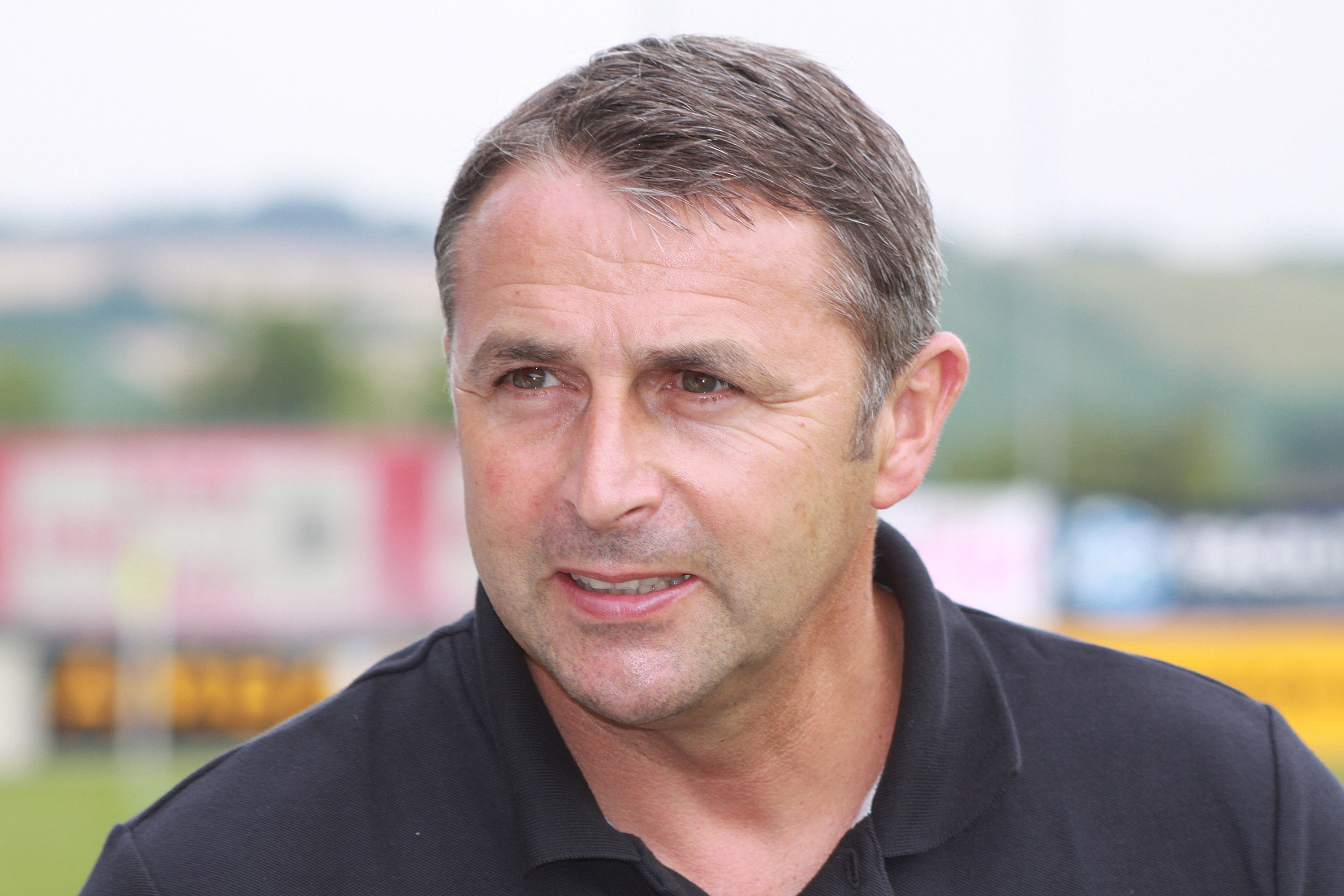
Klaus Allofs

- 04. Dezember: Bernard King, US-amerikanischer Basketballspieler
- 05. Dezember: Klaus Allofs, deutscher Fußballspieler und -Manager
- 07. Dezember: Mike McCallum, jamaikanischer Boxer († 2025)
- 07. Dezember: Larry Bird, US-amerikanischer Basketballspieler
- 11. Dezember: Thomas Andersson, schwedischer Fußballspieler
- 14. Dezember: Dieter Agatha, deutscher Fußballspieler
- 14. Dezember: Béla Réthy, deutscher Sportmoderator ungarischer Herkunft
- 14. Dezember: Hanni Wenzel, liechtensteinische Skirennläuferin und Olympiasiegerin

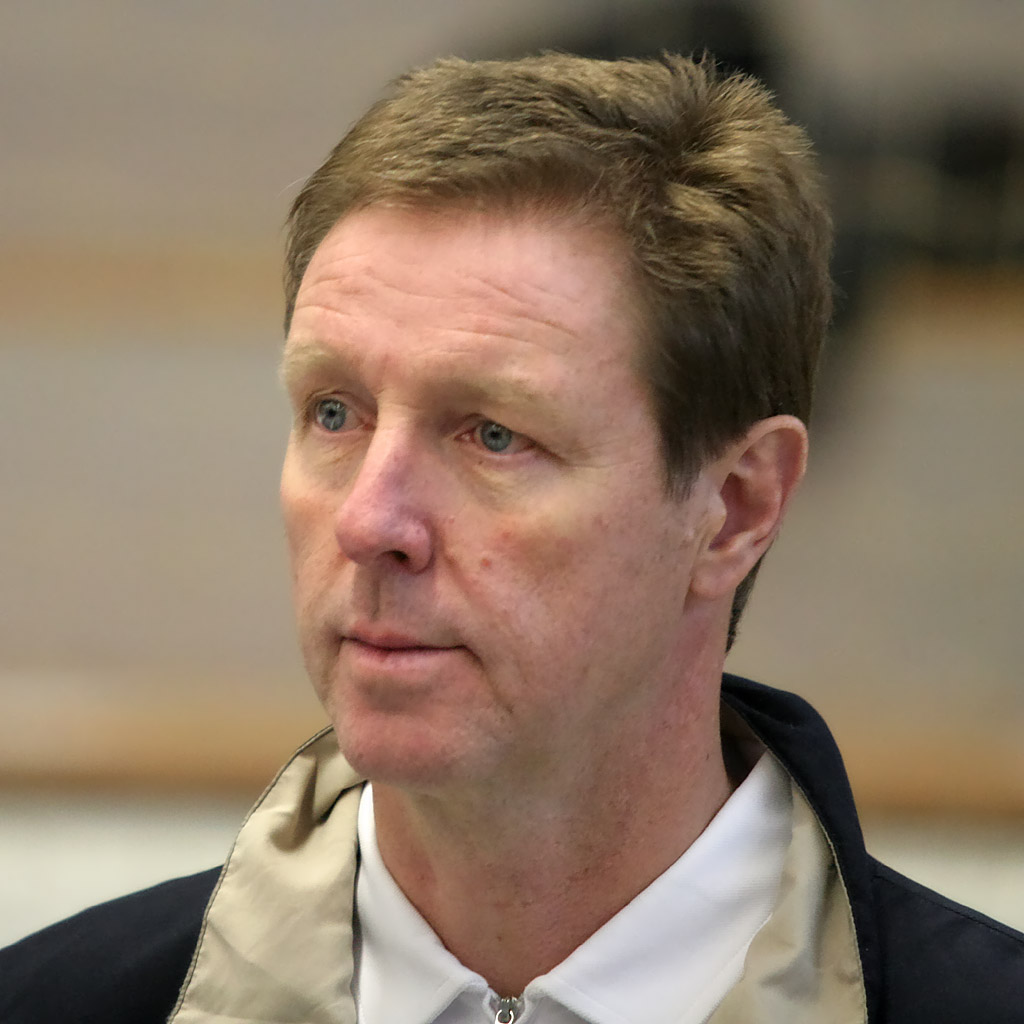
Erhard Wunderlich

- 14. Dezember: Erhard Wunderlich, deutscher Handballspieler († 2012)
- 22. Dezember: David Leigh, britischer Schwimmer
- 23. Dezember: Michele Alboreto, italienischer Automobilrennfahrer († 2001)
- 23. Dezember: Stephen Muchoki, kenianischer Boxer
- 27. Dezember: Doina Melinte, rumänische Leichtathletin und Olympiasiegerin
- 28. Dezember: Miguel Noguer, spanischer Segler
- 29. Dezember: Christine Errath, deutsche Eiskunstläuferin
- 31. Dezember: Helma Knorscheidt, deutsche Leichtathletin

### Genaues Datum unbekannt
- Jean-Claude Lecourieux, französischer Radrennfahrer († 2023)

## Gestorben

### Januar
- 02. Januar: Fernand Jourdant, französischer Fechter (* 1903)
- 04. Januar: Märtha Adlerstråhle, schwedische Tennisspielerin (* 1868)
- 07. Januar: Rudolph Wolken, deutsch-US-amerikanischer Ringer (* 1881)
- 17. Januar: Andrés Recalde, uruguayischer Boxer (* 1904)
- 18. Januar: Heikki Malmivirta, finnischer Leichtathlet (* 1898)
- 18. Januar: Frantz Rosenberg, norwegischer Sportschütze (* 1883)

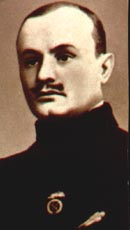
Nikolai Kolomenkin-Panin

- 19. Januar: Nikolai Kolomenkin-Panin, russischer Eiskunstläufer (* 1872)
- 29. Januar: Ole Holm, norwegischer Sportschütze (* 1870)
- 30. Januar: Gottfried Gelfort, deutscher Ruderer (* 1885)

### Februar
- 02. Februar: Truxtun Hare, US-amerikanischer Leichtathlet (* 1878)
- 03. Februar: Johnny Claes, belgischer Automobilrennfahrer (* 1916)
- 05. Februar: Savielly Tartakower, polnisch-französischer Schachspieler (* 1887)
- 08. Februar: William Thompson, US-amerikanischer Ruderer (* 1908)
- 09. Februar: Inge Heijbroek, niederländischer Hockeyspieler (* 1915)
- 09. Februar: Léon Huybrechts, belgischer Regattasegler (* 1876)
- 13. Februar: Richard Olsen, dänischer Ruderer (* 1911)
- 14. Februar: Henri Arnaud, französischer Mittelstreckenläufer (* 1891)
- 14. Februar: Enrique Sáenz-Valiente, argentinischer Sportschütze und Autorennfahrer (* 1917)
- 16. Februar: Mario Massa, italienischer Schwimmer (* 1892)

### März
- 03. März: Ernst Loof, deutscher Ingenieur, Rennfahrer, Rennleiter und Unternehmer (* 1907)
- 03. März: Charles Nix, britischer Sportschütze (* 1873)
- 04. März: Otto Harder, deutscher Fußballspieler (* 1892)
- 06. März: Harald Hansen, norwegischer Turner (* 1884)
- 07. März: Johannes Gandil, dänischer Fußballspieler und Leichtathlet (* 1873)
- 10. März: George Wilson, US-amerikanischer Boxer (* 1918)
- 12. März: Reidar Tønsberg, norwegischer Turner (* 1893)
- 14. März: Hermann Smiel, deutscher Radrennfahrer (* 1880)
- 19. März: Nello Bartolini, italienischer Leichtathlet (* 1904)
- 21. März: Fanny Durack, australische Schwimmerin (* 1889)
- 21. März: Per Kaufeldt, schwedischer Fußballspieler und -trainer sowie Bandy- und Eishockeyspieler (* 1902)
- 27. März: Jens Kristian Jensen, dänischer Turner (* 1885)
- 31. März: Ralph DePalma, US-amerikanischer Motorrad- und Automobilrennfahrer (* 1882)

### April

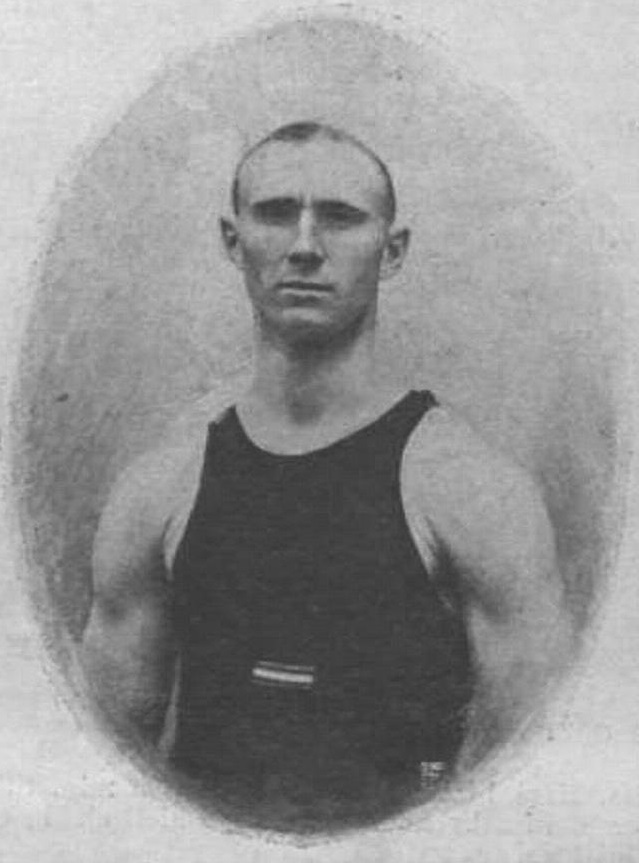
Zoltán von Halmay

- 05. April: Paul Rudolf, Schweizer Ruderer (* 1892)
- 07. April: Wilfred Blatherwick, US-amerikanischer Tennisspieler (* 1870)
- 09. April: Georgios Banikas, griechischer Stabhochspringer (* 1888)
- 09. April: Luigi Gibezzi, italienischer Ingenieur, Fußballspieler und -funktionär (* 1883)
- 11. April: Francis Tyler, US-amerikanischer Bobfahrer (* 1904)
- 13. April: Alfred Birlem, deutscher Fußballschiedsrichter (* 1888)
- 14. April: Franz Federschmidt, US-amerikanischer Ruderer (* 1894)
- 15. April: Leonard Peterson, schwedischer Turner (* 1885)
- 22. April: Walt Faulkner, US-amerikanischer Automobilrennfahrer (* 1920)
- 22. April: Vlastimil Lada-Sázavský, böhmischer Fechter (* 1886)
- 28. April: Vigor Lindberg, schwedischer Fußballspieler (* 1899)

### Mai
- 01. Mai: LeRoy Samse, US-amerikanischer Leichtathlet (* 1883)
- 02. Mai: Adolf Rieger, deutscher Ringer (* 1899)
- 02. Mai: Thure Sjöstedt, schwedischer Ringer (* 1903)
- 03. Mai: Charles Vestergaard, dänischer Geher (* 1884)
- 05. Mai: William Titt, britischer Turner (* 1881)
- 06. Mai: Fergus Anderson, britischer Motorradrennfahrer (* 1909)
- 07. Mai: George Bretz, kanadischer Lacrossespieler (* 1887)
- 11. Mai: Victor Wetterström, schwedischer Curlingspieler (* 1884)
- 12. Mai: Edgar Page, englischer Hockeyspieler (* 1884)
- 13. Mai: Robert Wyss, Schweizer Schwimmer und Wasserballspieler (* 1901)
- 16. Mai: Christian Staib, norwegischer Segler (* 1892)
- 18. Mai: Arthur St. Norman, südafrikanischer Geher und Marathonläufer (* 1878)
- 20. Mai: Zoltán von Halmay, ungarischer Schwimmer und Schwimmtrainer (* 1881)
- 24. Mai: Pierre Allemane, französischer Fußballspieler (* 1882)
- 29. Mai: Frank Beaurepaire, australischer Schwimmer (* 1891)

### Juni
- 05. Juni: Mathias Glomnes, norwegischer Sportschütze (* 1869)
- 05. Juni: Armido Rizzetto, italienischer Radrennfahrer (* 1893)
- 05. Juni: Rudolph Sauerwein, deutscher Automobilrennfahrer (* 1901)
- 11. Juni: Georges Vallerey senior, französischer Schwimmer (* 1902)
- 17. Juni: Bob Sweikert, US-amerikanischer Rennfahrer (* 1926)
- 16. Juni: Christopher Gitsham, südafrikanischer Langstreckenläufer (* 1888)
- 20. Juni: René Bougnol, französischer Fechter (* 1911)
- 20. Juni: Willy Gilbert, norwegischer Segler (* 1881)
- 20. Juni: Frithiof Mårtensson, schwedischer Ringer (* 1884)
- 21. Juni: Robert Gardner, US-amerikanischer Golfspieler und Stabhochspringer (* 1890)
- 21. Juni: Cesare Milani, italienischer Ruderer (* 1905)
- 29. Juni: Max Emmerich, US-amerikanischer Leichtathlet (* 1879)
- 30. Juni: Alfredo Ferrari, italienischer Ingenieur (* 1932)

### Juli

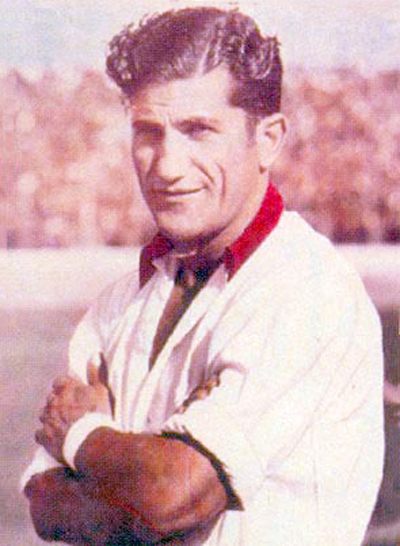
Herminio Masantonio

- 06. Juli: Norbert Mueller, kanadischer Eishockeytorhüter (* 1906)
- 08. Juli: Panagiotis Paraskevopoulos, griechischer Leichtathlet (* 1875)
- 12. Juli: Otakar Lada, böhmischer Fechter (* 1883)
- 14. Juli: Jos van Son, niederländischer Fußballspieler (* 1893)
- 16. Juli: Brian Norton, südafrikanischer Tennisspieler (* 1899)
- 18. Juli: Antonio Allocchio, italienischer Degenfechter (* 1888)
- 25. Juli: Gustaf Blomgren, schwedischer Wasserspringer (* 1887)
- 30. Juli: Peter Deer, kanadischer Mittelstreckenläufer (* 1878)

### August
- 05. August: Dan Carroll, australisch-britischer Rugbyspieler und -trainer (* 1887)
- 05. August: Harald Smedvik, norwegischer Turner (* 1888)
- 07. August: Arvid Andersson, schwedischer Tauzieher (* 1881)
- 08. August: Domenico Giambonini, Schweizer Sportschütze (* 1868)
- 09. August: Axel Alfredsson, schwedischer Fußballspieler (* 1902)
- 12. August: Gianpiero Combi, italienischer Fußballspieler (* 1902)
- 12. August: Paul Gerhardt, deutscher Leichtathlet (* 1901)
- 14. August: Edward Roberts, US-amerikanischer Leichtathlet (* 1892)
- 19. August: Gottfrid Svensson, schwedischer Ringer (* 1889)
- 23. August: Sidney Parvin, britischer Schwimmer und Wasserballspieler (* 1883)
- 25. August: Roberts Plūme, lettischer Radrennfahrer, Skilangläufer und Sportfunktionär (* 1897)
- 26. August: Hans Baltisberger, deutscher Motorradrennfahrer (* 1922)
- 26. August: Theodor Haag, deutscher Hockeyspieler (* 1901)
- 27. August: Alexander Turnbull, kanadischer Lacrossespieler (* 1872)

### September
- 04. September: Augustin Chantrel, französischer Fußballspieler (* 1906)
- 09. September: Paul Colas, französischer Sportschütze (* 1880)
- 11. September: Herminio Masantonio, argentinischer Fußballspieler (* 1910)
- 12. September: Arthur Downes, britischer Segler (* 1883)
- 13. September: Doris Woods, britische Turnerin (* 1902)
- 14. September: Frederick Steep, kanadischer Fußballspieler (* 1874)
- 17. September: Erik Blomqvist, schwedischer Sportschütze (* 1879)
- 21. September: Eugène Debongnie, französisch-belgischer Radrennfahrer (* 1893)
- 23. September: Lo Simons, niederländischer Motorradrennfahrer (* 1910)
- 25. September: Peter Villemoes Andersen, dänischer Turner (* 1884)
- 25. September: Khadr Sayed El Touni, ägyptischer Gewichtheber (* 1915)
- 27. September: Mildred Didrikson Zaharias, US-amerikanische Leichtathletin und Golferin (* 1911)
- 30. September: Stuart Poulter, australischer Marathonläufer (* 1889)

### Oktober

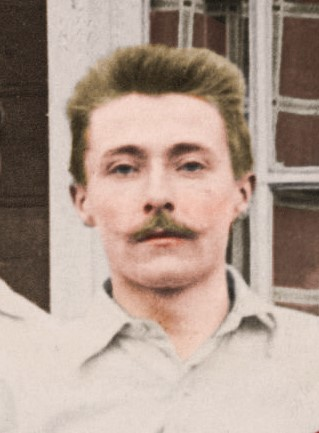
Peet Stol

- 01. Oktober: Stan Ockers, belgischer Radrennfahrer (* 1920)
- 04. Oktober: Mel Brock, kanadischer Sprinter und Mittelstreckenläufer (* 1888)
- 04. Oktober: Tommy Thistlethwayte, britischer Automobilrennfahrer (* 1903)
- 05. Oktober: Juan Armet de Castellví, spanischer Fußballspieler und -trainer (* 1895)
- 06. Oktober: Léon Dupont, belgischer Leichtathlet (* 1881)
- 17. Oktober: Salvador Mejía Jáuregui, mexikanischer Fußballfunktionär (* 1894)
- 18. Oktober: Josef Blum, österreichischer Fußballspieler und -trainer (* 1898)
- 19. Oktober: José Escribens, peruanischer Moderner Fünfkämpfer (* 1911)
- 21. Oktober: John Garrels, US-amerikanischer Leichtathlet (* 1885)
- 23. Oktober: Earl Fuller, US-amerikanischer Leichtathlet (* 1904)
- 26. Oktober: Alice Greene, englische Tennisspielerin (* 1879)
- 26. Oktober: Otto Scheff, österreichischer Freistil-Schwimmer (* 1889)
- 28. Oktober: Carl Svensson, schwedischer Gewichtheber und Tauzieher (* 1879)
- 29. Oktober: Louis Rosier, französischer Automobil- und Motorradrennfahrer (* 1905)
- 30. Oktober: Jacques Moeschal, belgischer Fußballspieler (* 1900)

### November
- 01. November: Lajos Asztalos, ungarischer Schachmeister (* 1889)
- 02. November: Martin Holt, britischer Degenfechter (* 1881)
- 03. November: Frederick Hughes, britischer Segler (* 1866)
- 04. November: Freddie Dixon, britischer Motorrad- und Automobilrennfahrer (* 1892)
- 06. November: Robert Bodley, südafrikanischer Sportschütze (* 1878)
- 07. November: Wollmar Boström, schwedischer Tennisspieler (* 1878)
- 09. November: Hubert Houben, deutscher Leichtathlet (* 1898)
- 11. November: Hiram Tuttle, US-amerikanischer Dressurreiter (* 1882)
- 13. November: Werner Haas, deutscher Motorradrennfahrer (* 1927)
- 13. November: Dave Trottier, kanadischer Eishockeyspieler (* 1906)
- 14. November: Ture Person, schwedischer Sprinter (* 1892)
- 23. November: Henri Demiéville, Schweizer Schwimmer und Wasserballspieler (* 1888)
- 23. November: William von Wirén, estnischer Segler (* 1894)
- 26. November: Paul Gleeson, US-amerikanischer Tennisspieler (* 1880)
- 27. November: Peet Stol, niederländischer Fußballspieler (* 1880)

### Dezember
- 05. Dezember: Christian Christensen, dänischer Mittelstreckenläufer (* 1876)
- 06. Dezember: John Geiger, US-amerikanischer Ruderer (* 1873)
- 15. Dezember: Guido Boni, italienischer Turner (* 1892)
- 22. Dezember: Henri Callot, französischer Fechter (* 1875)
- 24. Dezember: Harry Jones, kanadischer Segler (* 1895)
- 27. Dezember: Ivan Dresser, US-amerikanischer Leichtathlet (* 1896)
- 28. Dezember: Louis Handley, US-amerikanischer Schwimmer und Wasserballspieler (* 1874)
- 28. Dezember: Oskar Olsen, norwegischer Eisschnellläufer (* 1897)
- 29. Dezember: Emma Leavitt-Morgan, US-amerikanische Tennisspielerin (* 1865)

### Datum unbekannt
- Henryk Mückenbrunn, polnischer Skisportler (* 1903)
- Jean-Baptiste van Silfhout, niederländischer Ruderer, Schwimmer und Wasserballspieler (* 1902)
- Nikolaos Trikoupis, griechischer Sportschütze (* 1869)
- Josef Wilhelm, Schweizer Turner (* 1892)